# Сьюзен-Мур
Сьюзен-Мур (англ. Susan Moore) — місто (англ. town) в США, в окрузі Блаунт штату Алабама. Населення — 787 осіб (2020).

## Географія
Сьюзен-Мур розташований за координатами 34°5′32″ пн. ш. 86°26′3″ зх. д. / 34.09222° пн. ш. 86.43417° зх. д. (34.092178, -86.434242). За даними Бюро перепису населення США в 2010 році місто мало площу 13,59 км², з яких 13,55 км² — суходіл та 0,04 км² — водойми.

## Демографія
Згідно з переписом 2010 року, у місті мешкали 763 особи в 286 домогосподарствах у складі 214 родин. Густота населення становила 56 осіб/км². Було 321 помешкання (24/км²).
Расовий склад населення:
| - 89,5 % — білих - 0,5 % — корінних американців - 0,4 % — азіатів - 0,1 % — вихідців з тихоокеанських островів - 7,7 % — осіб інших рас |

До двох чи більше рас належало 1,7 %. Частка іспаномовних становила 9,6 % від усіх жителів.
За віковим діапазоном населення розподілялося таким чином: 26,7 % — особи молодші 18 років, 59,4 % — особи у віці 18—64 років, 13,9 % — особи у віці 65 років та старші. Медіана віку мешканця становила 38,5 року. На 100 осіб жіночої статі у місті припадало 97,2 чоловіків; на 100 жінок у віці від 18 років та старших — 90,1 чоловіків також старших 18 років.
Середній дохід на одне домашнє господарство становив 47 381 долар США (медіана — 40 417), а середній дохід на одну сім'ю — 52 379 доларів (медіана — 50 875). Медіана доходів становила 50 268 доларів для чоловіків та 28 125 доларів для жінок. За межею бідності перебувало 20,6 % осіб, у тому числі 41,1 % дітей у віці до 18 років та 11,1 % осіб у віці 65 років та старших.
Цивільне працевлаштоване населення становило 290 осіб. Основні галузі зайнятості: освіта, охорона здоров'я та соціальна допомога — 17,2 %, виробництво — 16,9 %, публічна адміністрація — 10,3 %, роздрібна торгівля — 9,7 %.